# Orden del Mérito Civil de Sajonia
Federico Augusto, Rey de Sajonia, habiendo vuelto a sus estados, después de dieciocho años de ausencia, fundó el 7 de junio de 1815 la orden caballeresca del Mérito Civil de Sajonia, para honrar públicamente los que más se habían distinguido por su amor a la patria y por su conducta intrépida y valiente. 
El Rey era el gran maestre y la orden se divide en cuatro clases: grandes cruces, comendadores y caballeros; la cuarta clase la forman los que obtienen la medalla. La divisa es una cruz octogonal de esmalte blanco, orlada de oro y angulada con una corona de laurel circular, sobre campo de oro, cargada con un medallón del mismo esmalte y orlada de oro. El anverso contiene el mote Tur: verdienst: und: treve rodeado de una corona de laurel maciza y en el reverso las armas Reales, rodeadas del mote Fred: Aug. K.V. Sachsen: 1815, sobre campo de esmalte blanco orlado de oro. La placa es una estrella de plata formada de palos lisos y escamados cargada con el medallón del anverso de la cruz. 
Los grandes cruces llevan banda y placa, los comendadores usan la cruz pendiente del cuello y los caballeros del ojal de la casaca. Todos los sajones y extranjeros podían optar a ella siempre que hayan prestado servicios importantes al estado o a la persona del Rey y la Familia Real. Había un consejo particular, nombrado para entender exclusivamente de los asuntos de la orden.